# Aleksandra Grabowska
Aleksandra Grabowska (ur. 13 kwietnia 1771, zm. 12 maja 1789 w Warszawie) – córka Elżbiety i Jana Jerzego Grabowskiego, żona Franciszka Salezego Krasickiego.

## Życiorys
Aleksandra z Grabowskich Krasicka urodziła się w 1771 roku. Była córką faworyty Stanisława Augusta Poniatowskiego, Elżbiety z Szydłowskich i Jana Jerzego Grabowskiego. Uchodziła za bardzo urodziwą, skromną i łagodną. 1 maja 1788 roku w warszawskim kościele Świętego Krzyża poślubiła szambelana królewskiego, hrabiego Franciszka Salezego Krasickiego. Gdy tylko małżonkowie odeszli od ołtarza, Elżbieta Grabowska nakazała córce opuścić męża i wrócić do domu. Spokrewniona z Grabowskimi Natalia Kicka napisała o tym incydencie: „panią Krasicką rozwiodła matka z mężem, bo należał do stronnictwa patriotów”.
Hrabia Krasicki próbował odzyskać żonę, ale nie pomogło mu w tym nawet wstawiennictwo króla. Uzyskał jedynie zezwolenie na wizyty w domu Grabowskich. Aleksandrze udało się wymknąć i przybyć do pałacu Krasickich, ale po kilku dniach matka zmusiła ją do powrotu. W maju 1789 roku Aleksandra dostała gwałtownej migreny, a w kilka godzin potem upadła nieżywa na podłogę na oczach męża i licznych gości. Pochowano ją w ślubnej sukni i biżuterii otrzymanej od męża.